# Hannes Dietmar Galter
Hannes Dietmar Galter (* 23. November 1954 in Graz) ist österreichischer Altorientalist.

## Leben
Von 1974 bis 1981 studierte er an der Universität Graz (Orientalistik, Vergleichende Sprachwissenschaft, Germanistik) und von 1977 bis 1979 an der Universität Wien (Assyriologie, Vorderasiatische Archäologie). Nach der Promotion am 22. Juni 1981 zum Dr. phil. und der Habilitation 2000 an der Geisteswissenschaftlichen Fakultät an Universität Graz war er seit 1985 Lehrbeauftragter im Rahmen der Studienrichtung Alte Geschichte und Altertumskunde an der Universität Graz.
Seine Forschungsschwerpunkte sind mesopotamische, vor allem assyrische Königsinschriften, mesopotamische Geschichte, besonders Fragen der Kulturkontakte und der Ideologiegeschichte, mesopotamisches Geschichtsbild und mesopotamische Geschichtsschreibung, mesopotamische Literatur und Mythologie, vor allem rund um den Gott Enki/Ea und Geschichte der österreichischen Orientalistik, vor allem Joseph von Hammer-Purgstall.
Von 1996 bis 2019 leitete Hannes Galter die Urania Steiermark (damaliger Name: Österreichische Urania für Steiermark), eine traditionsreiche Einrichtung der Erwachsenenbildung mit Sitz in Graz und mit engem Kontakt zu den steirischen Universitäten, Museen und Kultureinrichtungen. 

## Schriften (Auswahl)
- Der Gott Ea/Enki in der akkadischen Überlieferung. Eine Bestandsaufnahme des vorhandenen Materials. Graz 1983, ISBN 3-7041-9018-7 (Dissertation).
- mit Diether Kramer (Hrsg.): Der Gräberfund von Kleinklein im europäischen Kontext. Protokollband zur Vortragsreihe der Österreichischen Urania für Steiermark im Winter 2006. Graz 2007, ISBN 978-3-200-00938-7.
- mit Siegfried Haas (Hrsg.): Joseph von Hammer-Purgstall. Grenzgänger zwischen Orient und Okzident. Graz 2008, ISBN 978-3-7011-0121-4.
- mit Roswitha Del Fabbro und Frederick Mario Fales (Hrsg.): Headscarf and veiling. Glimpses from Sumer to Islam. Venedig 2021, ISBN 978-88-6969-522-3.
- Hannes Galter u. a. (Hrsg.): Die Urania in Graz – 100 Jahre Bildung und Kultur. Leykam, Graz 2019, ISBN 978-3-7011-8110-0. (Eine Urania-Geschichte von Hannes Galter mit Beiträgen von Gerhard Bisovsky, Rudolf Egger, Wilhelm Filla, Markus Jaroschka und Karl Kalcsics.)